# Шуматов, Валентин Борисович
Валентин Борисович Шуматов (род. 8 мая 1955 года) — российский врач и организатор здравоохранения, ректор Тихоокеанского государственного медицинского университета (с 2010). Доктор медицинских наук, профессор.Член-корреспондент РАН с 2022 года.
Почётный гражданин Владивостока (2017).

## Биография
Родился 8 мая 1955 года
В 1981 году окончил лечебный факультет Владивостокского Государственного Медицинского Института. С 1986 начал преподавательскую деятельность.
С 1988 года — заведующий кафедрой анестезиологии, реаниматологии и скорой медицинской помощи в ТГМУ.
В 1999 году защитил докторскую диссертацию «Эпидуральная анальгезия морфином и значение NO-ергических механизмов в формировании антиноцицептивного эффекта» в г. Москве.
С 2000 года — в течение 5 лет являлся проректором по лечебной работе ВГМУ.
С 2005 года по 2007 год — занимал должность начальника управления здравоохранения администрации Владивостока.
В 2008 году утверждён председателем Диссертационного совета К 208.007.01 при ГОУ ВПО ВГМУ Росздрава по специальностям: 14.00.05 — внутренние болезни, 14.00.27 — хирургия, 14.00.09 — педиатрия
20 апреля 2010 года избран Учёным советом на должность ректора ВГМУ.
С 2012 по 2017 годы — председатель Общественного экспертного совета по вопросам здоровья в Приморском крае.
С 31 мая 2017 года — Почётный гражданин Владивостока.
Является врачом высшей квалификационной категории по специальностям «организация здравоохранения» и «анестезиология и реаниматология».

Цитата из публикации vgmu.ru:
Им опубликовано свыше 200 научных статей и тезисов, 47 учебных и учебно-методических пособий, из них с грифом УМО — 4. Валентин Борисович является автором монографии "Оксид азота и синдром острого повреждения лёгких. Элементы теории и практические проблемы.

## Награды
- Орден Пирогова (5 февраля 2024 года) — за большой вклад в развитие отечественной науки, многолетнюю плодотворную деятельность и в связи с 300-летием со дня основания Российской академии наук[4].
- Почётный гражданин Владивостока (2017).